# Dinastia Txavda
Els Txavdes o dinastia Txavda (Chavda) fou un llinatge hindú kshatriya de governants rajputs en el que és ara el nord de Gujarat de vers el 690 al 942. Altres variants del nom de la dinastia són Chawda (Txawda), Chavada (Txavada), Chapa (Txapa), Chapotkat (Txapotkat) i Chāpoṭkata (Txapotkata).

## Història
Durant el segle vii, Panchasar era la capital del governant Txavda Jai Shikhri, i era una ciutat tan esplèndida que, segons el bard de la cort, ningú vivint allà tenia qualsevol desig del paradís. Aquesta ostentació del seu bard va portar contra Jai Shikhri (697) el poder del rei de Kalyan Katak (probablement Kanauj). La primera expedició, va ser sorpresa per un ministre de Jai Shikhri i fou derrotada, però una segona, sota comandament personal del rei Kalyan, va acabar en la destrucció de Jai Shikhri i de la seva capital. La seva muller es va salvar per la previsió del seu marit i va esdevenir la mare de Vanraj Chavda, el fundador (746) de la ciutat de Anhilwada (Patan), que va governar per seixanta anys.
Va ser succeït per Yogaraj (que va governar 35 anys), seguit per Kshemraj (25 anys), Bhuyad (29 anys), Virsinh (25 anys) i Ratnaditya (15 anys). Ratnaditya Va ser succeït per Samantsinh que va governar set anys.
Samantsinh Chavda no va tenir fills així que va adoptar el seu nebot Mularaja que el va acabar enderrocant el 942 i va establir la dinastia Solanki.

Aproximadament el 942, una de les reines de Samantsinh va fugir amb el seu fill d'un any a la casa del seu pare a Jaisalmer. Aquest fill, Ahipat, va esdevenir un formidable bandit i va assolar els dominis d'Anhilwada/Patan. Va conquerir més de 900 pobles al Kutch i va establir Morgadh com la seva capital. Va regnar durant molts anys i va ser succeït pel seu fill Vikramsi. El llinatge va seguir amb Vibhuraja, Takulji, Seshkaranji, Vaghji, Akheraja, Tejasi, Karamsinha, Takhansinha, Mokasinha i Punjaji. Punjaji vivia en el regnat de Ala al-Din Muhàmmad Xah Khalji al voltant del final del segle xiii, que va conquerir el país.
Durant el raj britànic, els petits principats de Varsoda i Mansa que eren part de l'agència de Mahi Kantha (en el actual estat de Gujarat) eren governats per una branca de la dinastia Txavda i van seguir així fins a la independència de l'Índia el 1947 i posteriorment com a dirigents cerimonials.